# Верхнедрагунское
Верхнедрагунское (укр. Верхньодрагунське) — село,
Зразковский сельский совет,
Бильмакский район,
Запорожская область,
Украина.
Код КОАТУУ — 2322783002. Население по переписи 2001 года составляло 16 человек.

## Географическое положение
Село Верхнедрагунское находится на одном из истоков реки Конка,
ниже по течению на расстоянии в 1 км расположено село Диброва.